# Roning under sommer-OL 2016
Roning under Sommer-OL 2016 fandt sted den 6. august - 13. august 2016 på Lagoa Rodrigo de Freitas ved Copacabana. Kvalifikationen til konkurrencen gav mulighed for deltagelse af op til 550 roere, fordelt med 219 damer og 331 herrer.

## Turneringsformat
Alle sejladser/løb i alle discipliner blev afviklet på en 2000 meter lang robane og der kunne maksimalt deltage seks roere eller mandskaber i hvert løb. I samtlige discipliner blev der startet med indledende heats med efterfølgende opsamlingsheats, hvorefter der blev fortsat med finalerunderne. Alt efter antallet af deltagere i den enkelte disciplin var der kvartfinaler, semifinaler samt finaler. 

## Medaljefordeling
| Placering | Land           | Guld | Sølv | Bronze | Total |
| --------- | -------------- | ---- | ---- | ------ | ----- |
| 1         | Storbritannien | 3    | 2    | 0      | 5     |
| 2         | Tyskland       | 2    | 1    | 0      | 3     |
| 2         | New Zealand    | 2    | 1    | 0      | 3     |
| 4         | Australien     | 1    | 2    | 0      | 3     |
| 5         | Holland        | 1    | 1    | 1      | 3     |
| 6         | Kroatien       | 1    | 1    | 0      | 2     |
| 6         | USA            | 1    | 1    | 0      | 2     |
| 8         | Frankrig       | 1    | 0    | 1      | 2     |
| 8         | Polen          | 1    | 0    | 1      | 2     |
| 10        | Schweiz        | 1    | 0    | 0      | 1     |
| 11        | Danmark        | 0    | 1    | 1      | 2     |
| 11        | Litauen        | 0    | 1    | 1      | 2     |
| 13        | Canada         | 0    | 1    | 0      | 1     |
| 13        | Irland         | 0    | 1    | 0      | 1     |
| 13        | Sydafrika      | 0    | 1    | 0      | 1     |
| 16        | Kina           | 0    | 0    | 2      | 2     |
| 16        | Italien        | 0    | 0    | 2      | 2     |
| 16        | Norge          | 0    | 0    | 2      | 2     |
| 19        | Tjekkiet       | 0    | 0    | 1      | 1     |
| 19        | Estland        | 0    | 0    | 1      | 1     |
| 19        | Rumænien       | 0    | 0    | 1      | 1     |
| Total     | Total          | 14   | 14   | 14     | 42    |

### Herrernes konkurrencer
| Event                    | Guld | Sølv | Bronze |
| ------------------------ | --- | --- | --- |
| Singlesculler            | Mahé Drysdale · New Zealand | Damir Martin · Kroatien | Ondrej Synek · Tjekkiet |
| Dobbeltsculler           | Kroatien (CRO) · Martin Sinković · Valent Sinković | Litauen (LTU) · Mindaugas Griškonis · Saulius Ritter | Norge (NOR) · Kjetil Borch · Olaf Tufte |
| Dobbeltfirer             | Tyskland (GER) · Philipp Wende · Lauritz Schoof · Karl Schulze · Hans Gruhne                                                                                    | Australien (AUS) · Karsten Forsterling · Alexander Belonogoff · Cameron Girdlestone · James McRae                                                                            | Estland (EST) · Andrei Jämsä · Allar Raja · Tõnu Endrekson · Kaspar Taimsoo                                                                                             |
| Toer uden styrmand       | New Zealand (NZL) · Eric Murray · Hamish Bond | Sydafrika (RSA) · Lawrence Brittain · Shaun Keeling | Italien (ITA) · Marco Di Costanzo · Giovanni Abagnale |
| Firer uden styrmand      | Storbritannien (GBR) · Alex Gregory · Mohamed Sbihi · George Nash · Constantine Louloudis                                                                       | Australien (AUS) · Will Lockwood · Josh Dunkley-Smith · Josh Booth · Alexander Hill                                                                                          | Italien (ITA) · Domenico Montrone · Matteo Castaldo · Matteo Lodo · Giuseppe Vicino                                                                                     |
| Otter                    | Storbritannien (GBR) · Paul Bennett · Scott Durant · Matt Gotrel · Matt Langridge · Tom Ransley · Pete Reed · William Satch · Andrew Triggs-Hodge · Phelan Hill | Tyskland (GER) · Maximilian Munski · Malte Jakschik · Andreas Kuffner · Eric Johannesen · Maximilian Reinelt · Felix Drahotta · Richard Schmidt · Hannes Ocik · Martin Sauer | Holland (NED) · Kaj Hendrik · Robert Lücken · Boaz Meylink · Boudewijn Roell · Olivier Siegelaar · Dirk Uittenboogaard · Mechiel Versluis · Tone Wieten · Peter Wiersum |
| Letvægts- dobbeltsculler | Frankrig (FRA) · Pierre Houin · Jérémie Azou | Irland (IRL) · Gary O'Donovan · Paul O'Donovan | Norge (NOR) · Kristoffer Brun · Are Strandli |
| Letvægtsfirer            | Schweiz (SUI) · Lucas Tramèr · Simon Schürch · Simon Niepmann · Mario Gyr                                                                                       | Danmark (DEN) · Jacob Barsøe · Jacob Larsen · Kasper Winther Jørgensen · Morten Jørgensen                                                                                    | Frankrig (FRA) · Franck Solforosi · Thomas Baroukh · Guillaume Raineau · Thibault Colard                                                                                |

### Kvindernes konkurrencer
| Event                   | Guld | Sølv | Bronze |
| ----------------------- | --- | --- | --- |
| Singlesculler           | Kim Brennan · Australien | Gevvie Stone · USA | Duan Jingli · Kina |
| Dobbeltsculler          | Polen (POL) · Magdalena Fularczyk-Kozłowska · Natalia Madaj                                                                                                 | Storbritannien (GBR) · Victoria Thornley · Katherine Grainger | Litauen (LTU) · Donata Vištartaitė · Milda Valčiukaitė |
| Dobbeltfirer            | Tyskland (GER) · Annekatrin Thiele · Carina Bär · Julia Lier · Lisa Schmidla                                                                                | Holland (NED) · Chantal Achterberg · Nicole Beukers · Inge Janssen · Carline Bouw                                                                                       | Polen (POL) · Maria Springwald · Joanna Leszczyńska · Agnieszka Kobus · Monika Ciaciuch                                                                               |
| Toer uden styrmand      | Storbritannien (GBR) · Helen Glover · Heather Stanning | New Zealand (NZL) · Genevieve Behrent · Rebecca Scown | Danmark (DEN) · Hedvig Rasmussen · Anne Andersen |
| Otter                   | USA (USA) · Emily Regan · Kerry Simmonds · Amanda Polk · Lauren Schmetterling · Tessa Gobbo · Meghan Musnicki · Elle Logan · Amanda Elmore · Katelin Snyder | Storbritannien (GBR) · Katie Greves · Melanie Wilson · Frances Houghton · Polly Swann · Jessica Eddie · Olivia Carnegie-Brown · Karen Bennett · Zoe Lee · Zoe De Toledo | Rumænien (ROU) · Roxana Cogianu · Ioana Strungaru · Mihaela Petrilă · Iuliana Popa · Mădălina Beres · Laura Oprea · Adelina Boguș · Andreea Boghian · Daniela Druncea |
| Letvægts dobbeltsculler | Holland (NED) · Ilse Paulis · Maaike Head | Canada (CAN) · Lindsay Jennerich · Patricia Obee | Kina (CHN) · Huang Wenyi · Pan Feihong |